# Urška Žolnir
Urška Žolnir, née le 9 octobre 1981 à Žalec, est une judokate slovène qui s'illustre dans la catégorie des poids mi-moyen (-63 kg). Double championne d'Europe junior, elle remporte la médaille de bronze aux Jeux olympiques d'été de 2004 à Athènes. Elle devient championne olympique de la même catégorie huit ans plus tard aux Jeux olympiques d'été de 2012 à Londres.

## Carrière
Aux Jeux olympiques 2004 à Athènes, la Slovène remporte la médaille de bronze. Après avoir vaincu l'ancienne championne olympique Driulis González au premier tour, elle terrasse la double médaillée olympique Belge Gella Vandecaveye. En finale de tableau, elle cède face à l'Autrichienne Claudia Heill et doit alors disputer le match pour la troisième place. Face à l'Argentine Daniela Krukower, Žolnir ne tremble pas et monte ainsi sur le premier podium majeur de sa carrière. Elle confirme l'année suivante en montant sur la troisième marche du podium des championnats du monde au Caire.
Aux championnats d'Europe de judo 2007, elle obtient une médaille d'argent en s'inclinant face à la Française Lucie Décosse. Lors des championnats d'Europe de judo 2008, elle gagne la médaille de bronze.
Elle remporte enfin l'or aux Jeux olympiques d'été de 2012 à Londres en battant en finale la Chinoise Xu Lili par (wara-ari).

## Palmarès

### Jeux olympiques
- Jeux olympiques de 2004 à Athènes (Grèce) :
  -  Médaille de bronze dans la catégorie des moins de 63 kg (poids mi-moyens).
- Jeux olympiques de 2012 à Londres (Grande-Bretagne) :
  -  Médaille d'or dans la catégorie des moins de 63 kg (poids mi-moyens).

### Championnats du monde
- Championnats du monde 2001 à Munich (Allemagne) :
  - 5e dans la catégorie des moins de 63 kg (poids mi-moyens)
- Championnats du monde 2005 au Caire (Égypte) :
  -  Médaille de bronze dans la catégorie des moins de 63 kg (poids mi-moyens)

### Championnats d'Europe
| Catégorie / Année              | 2002 | 2006 | 2007 | 2008 | 2009 |
| ------------------------------ | ---- | ---- | ---- | ---- | ---- |
| Moins de 63 kg Poids mi-moyens | 5e   | 5e   | 2e   | 3e   | 1re  |

### Divers
- Jeux Méditerranéens :
  -  Médaille de bronze en 2005 à Almeria (Espagne).
- Juniors :
  - 2 titres européens en juniors en 1997 et 1999.